# Frčkov
Frčkov (1585 m) – drugi co do wysokości (po Ostredoku) szczyt w grupie górskiej Wielkiej Fatry w Karpatach Zachodnich na Słowacji.
Nazwa odnosi się do wypiętrzenia głównego grzbietu tej grupy górskiej, pomiędzy Krížną na południu a Ostredokiem na północy, ok. 1 km na południe od tego ostatniego szczytu. Na niektórych mapach między Krížną a Frčkovem wyróżniany jest jeszcze szczyt Noštek. Wypiętrzenie owo stanowi punkt wspomnianego, dość zresztą zrównanego odcinka grzbietu, obejmowanego łączną nazwą Pustolovčia. Zbudowane, podobnie jak sąsiednie szczyty, ze stosunkowo mało odpornych margli, posiada łagodnie uformowaną rzeźbę i pokryte jest w całości łąkami. Ku zachodowi wysyła masywne, bystro opadające ramię, rozdzielające doliny Veterné i Rovné, stanowiące najwyższe piętra Dedošovej doliny. Ku wschodowi opada do dolinki Klinčeky będącej odnogą Suchej doliny.

## Turystyka
Dla turystyki szczyt posiada znaczenie jedynie jako punkt orientacyjny. Przechodzi przez niego czerwony czerwono znakowana Magistala Wielkofatrzańska (Veľkofatranská Magistrála). 
  odcinek: Chata pod Borišovom – Nad Studeným – Ploská – Chyžky – Koniarky – Suchý vrch –  Ostredok – Frčkov – Noštek – Krížna. Deniwelacja 640 m, odległość 9,9 km, czas przejścia 3,30 h, ↓ 2,40 h

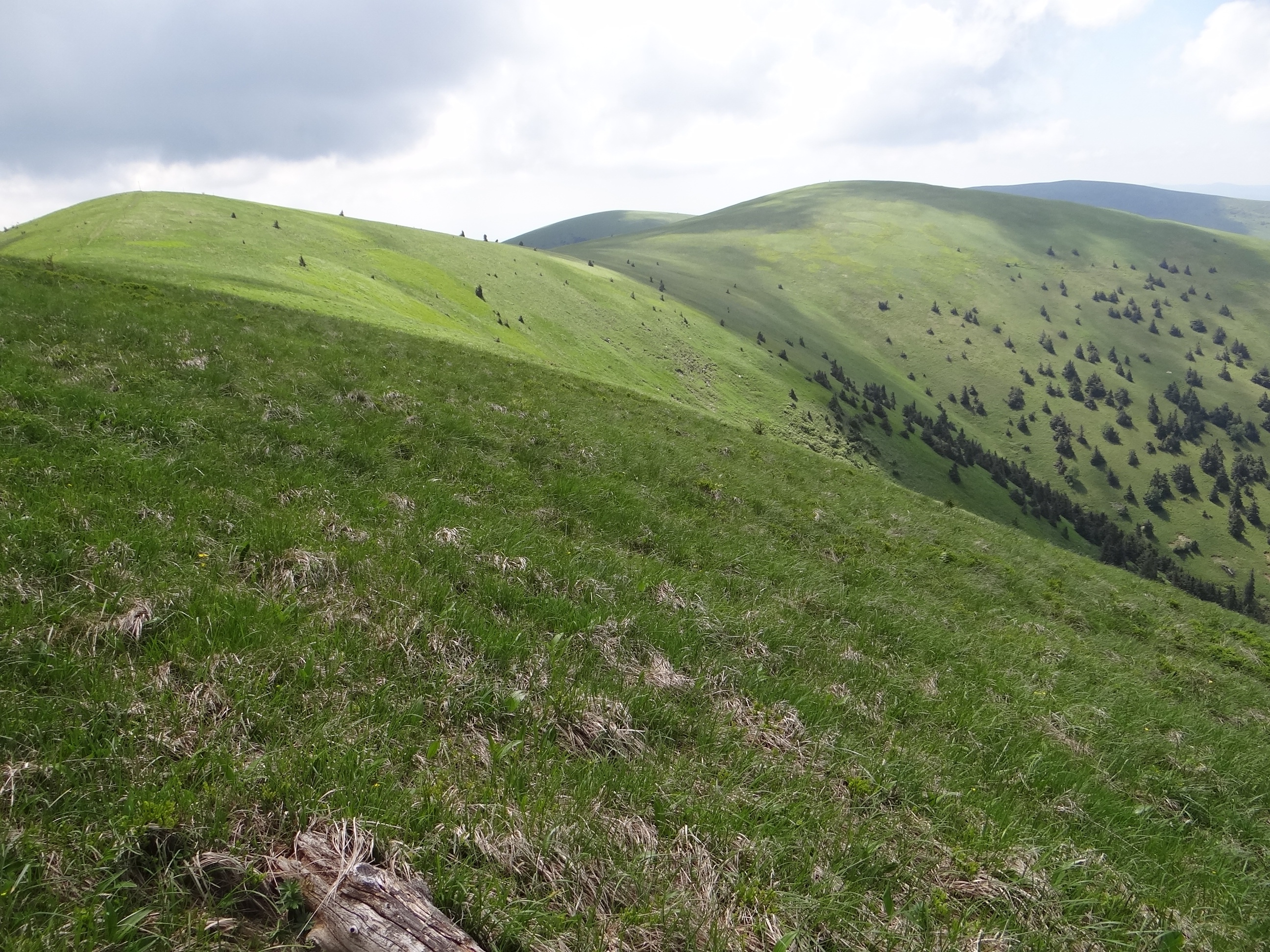
Frčkov i Ostredok
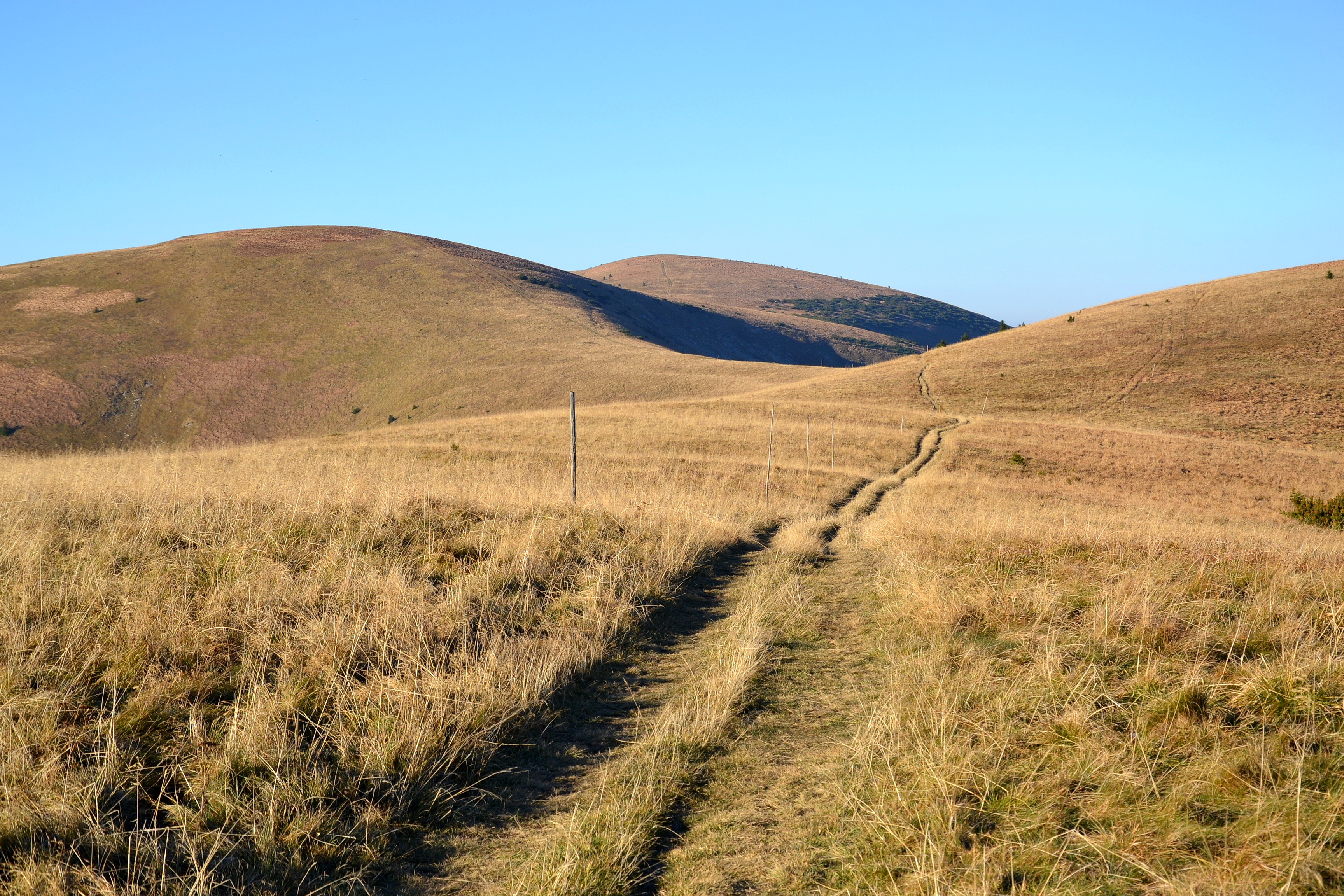
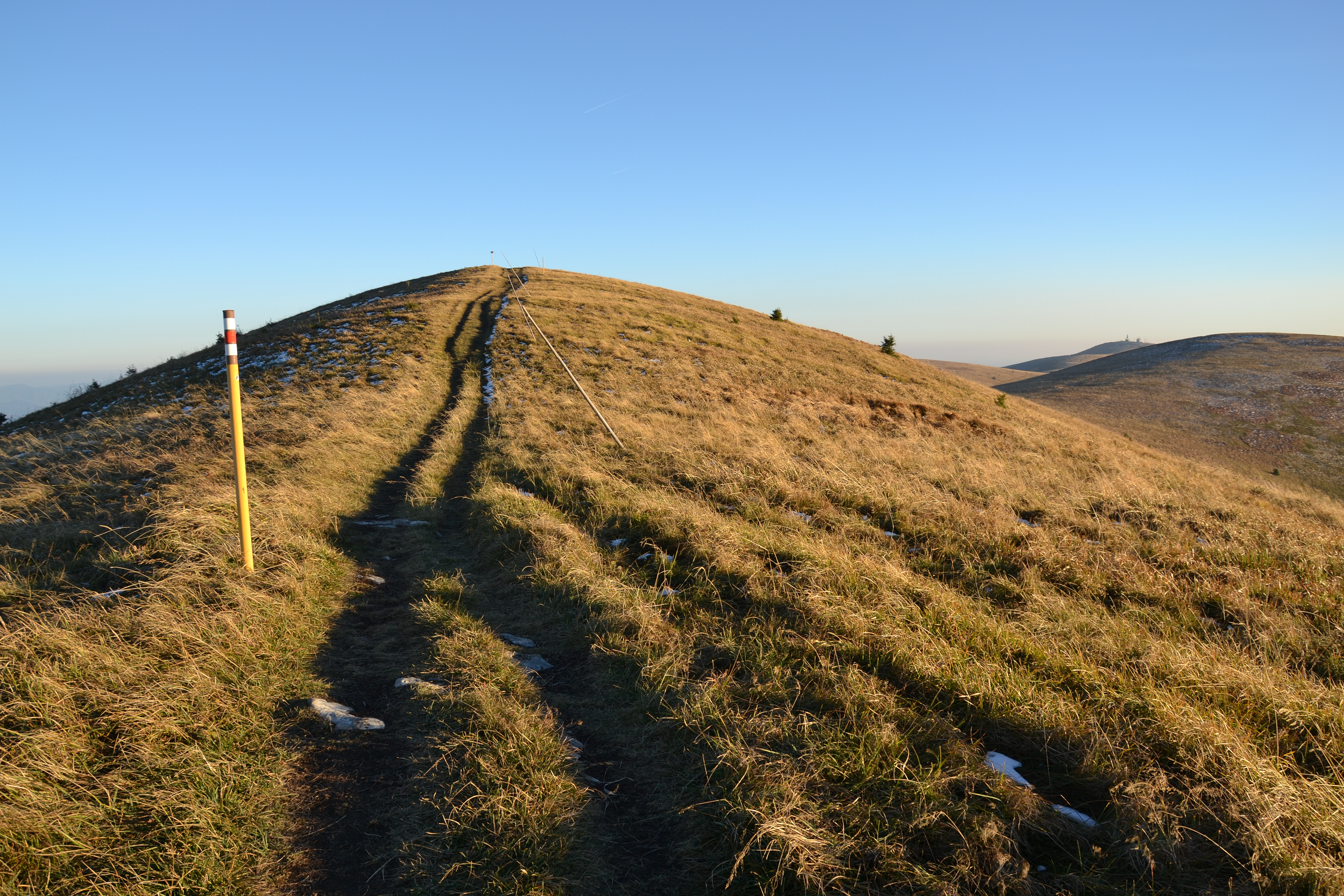
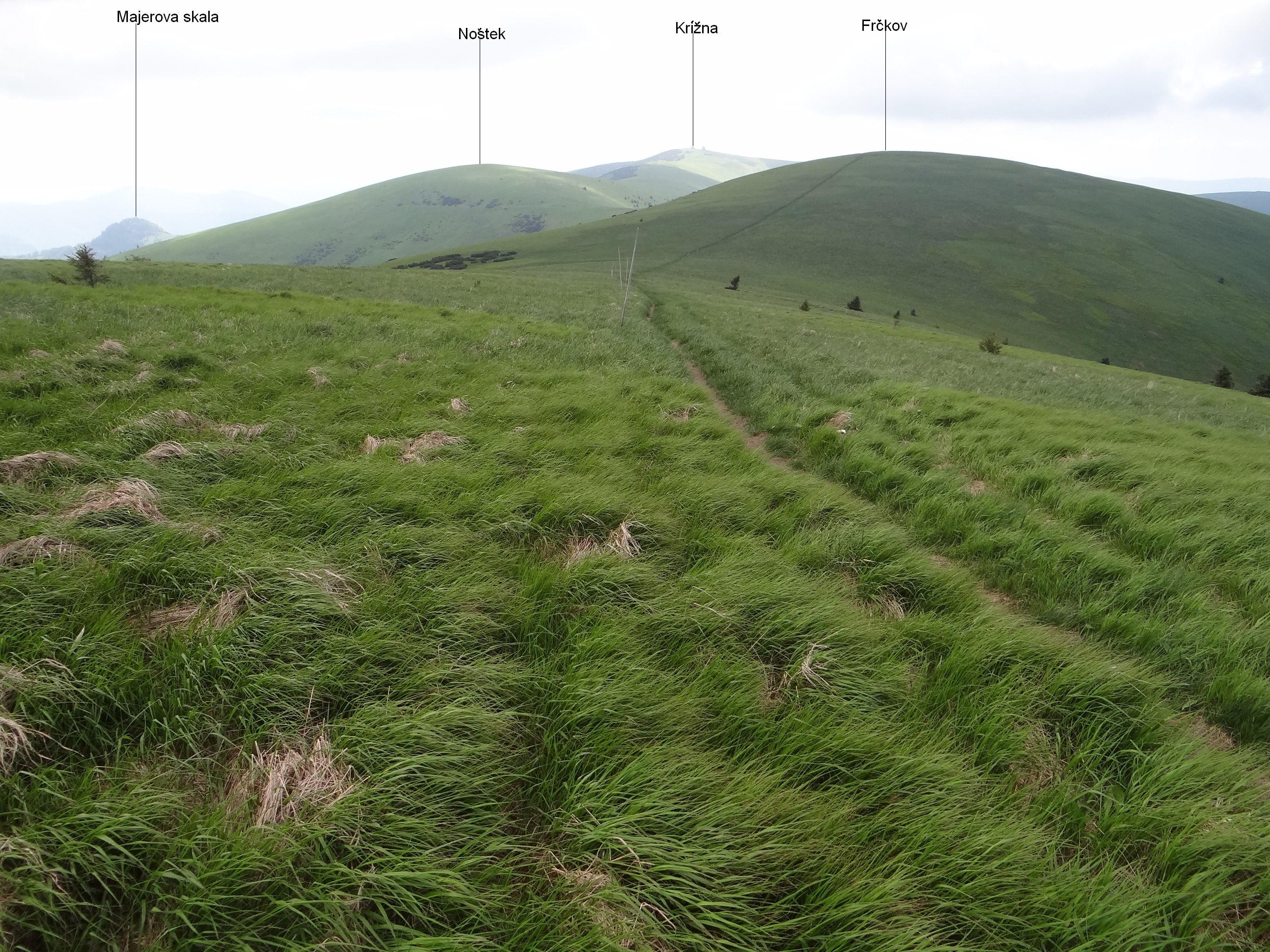